# Петренко, Василий Алексеевич
Васи́лий Алексе́евич Петре́нко (11 апреля 1907, Екатеринославка, Оренбургский уезд, Оренбургская губерния, Российская империя — 19 апреля 1984, Москва, СССР) — советский военный деятель, генерал-майор (1955).

## Начальная биография
Родился 11 апреля 1907 года в селе Екатеринославка Оренбургской губернии.

## Военная служба

### Довоенное время
В октябре 1929 году был призван в ряды Красной армии и направлен в 55-й кавалерийский полк, дислоцированный в Тамбове, где служил красноармейцем и курсантом-одногодичником. В ноябре 1930 года был уволен из рядов армии в запас, после чего работал директором школы в Кузнецке (Пензенская область). В 1933 году окончил Государственный педагогический институт.
В июне 1935 года был повторно призван в РККА, после чего направлен на учёбу на курсы усовершенствования командного состава при Объединённой военной школе в Ташкенте, после окончания которых служил в 55-м и 101-м кавалерийских полках на должностях командира взвода и полуэскадрона.
В сентябре 1938 года был направлен на учёбу Военную академию имени М. В. Фрунзе, после окончания которой в мае 1941 года назначен на должность начальника 2-го отделения — начальника разведки 228-й стрелковой дивизии (Киевский военный округ).

### Великая Отечественная война
С началом войны Петренко находился на прежней должности на Юго-Западном фронте. 228-я стрелковая дивизия была передислоцирована из района Староконстантинов под Дубно, где вела тяжёлые боевые действия против 11-й танковой дивизии противника, во время которых понесла большие потери, в связи с чем была вынуждена отступить в район Ровно. Вскоре дивизия принимала участие в боевых действиях в ходе Киевской оборонительной операции. В августе был назначен на должность начальника оперативного отделения этой же дивизии. Во время боевых действий Петренко был дважды в окружении (в июне — в районе Дубно, а в сентябре — в районе Пипятина).
В октябре был назначен на должность старшего помощника начальника отделения боевой подготовки штаба 21-й армии.
В январе 1942 года был назначен на должность заместителя начальника, а в мае того же года — на должность начальника штаба 169-й стрелковой дивизии, которая принимала участие в боевых действиях в ходе Харьковского сражения и в Сталинградской битве, а затем — в Орловской, Брянской, Гомельско-Речицкой и Рогачевско-Жлобинской операциях, а также при освобождении городов Жиздра и Рогачёв.
В марте 1944 года был назначен на должность начальника штаба 41-го стрелкового корпуса. В период с 1 по 12 января 1945 года исполнял должность командира этого же корпуса, который вёл оборонительные боевые действия севернее Варшавы.

### Послевоенная карьера
После окончания войны находился на прежней должности.
В январе 1946 года был направлен на учёбу в Высшую военную академию имени К. Е. Ворошилова, после окончания которой в апреле 1948 года был назначен на должность начальника оперативного отдела штаба отдельной механизированной армии, а в январе 1949 года — на должность старшего преподавателя кафедры оперативного искусства Высшей военной академии имени К. Е. Ворошилова.
В декабре 1969 года вышел в отставку в звании генерал-майора. Умер 19 апреля 1984 года в Москве.

## Награды
- Четыре ордена Красного Знамени;
- Орден Кутузова 2-й степени;
- Орден Богдана Хмельницкого 2-й степени;
- Орден Отечественной войны 1-й степени;
- Орден Красной Звезды;
- медали:
- иностранная медаль.